# Lista de aeroportos do Cazaquistão
Esta é uma lista dos principais aeroportos do Cazaquistão, classificados por cidade:
| Cidade                    | ICAO | IATA | Nome do aeroporto                                  |
| Almati                    | UAAA | ALA  | Aeroporto Internacional de Almati                  |
| Aqtau                     | UATE | SCO  | Aeroporto de Shevchenko                            |
| Aqtöbe                    | UATT | AKX  | Aeroporto de Aktyubinsk                            |
| Arkalyk                   | UAUR | AYK  | Aeroporto de Arkalyk                               |
| Astana                    | UACC | TSE  | Aeroporto Internacional Nursultan Nazarbayev       |
| Atbasar                   |      |      | Aeroporto de Atbasar                               |
| Atyrau                    | UATG | GUW  | Aeroporto de Atyrau                                |
| Balkhash                  | UAAH | BXH  | Aeroporto de Balkhash                              |
| Dzhezkazgan (Zhezkazgan)  | UAKD | DZN  | Aeroporto de Dzhezkazgan (Aeroporto de Zhezkazgan) |
| Ekibastuz                 | UASB |      | Aeroporto de Ekibastuz                             |
| Karaganda                 | UAKK | KGF  | Aeroporto Sary-Arka                                |
| Koksetau                  |      | KOV  | Aeroporto de Kokshetau                             |
| Kostanai                  | UAUU | KSN  | Aeroporto de Kostanai (Aeroporto Narimanovka)      |
| Oral (Uralsk)             | UARR | URA  | Aeroporto de Oral Ak Zhol                          |
| Öskemen (Ust-Kamenogorsk) | UASK | UKK  | Aeroporto de Ust-Kamenogorsk                       |
| Pavlodar                  | UASP | PWQ  | Aeroporto de Pavlodar                              |
| Petropavl (Petropavlovsk) | UACP | PPK  | Aeroporto de Petropavlovsk                         |
| Qyzylorda (Kzyl-Orda)     | UAOO | KZO  | Aeroporto de Qyzylorda (Aeroporto de Kzyl-Orda)    |
| Semei (Semipalatinsk)     | UASS | PLX  | Aeroporto de Semipalitinsk                         |
| Shymkent (Chimkent)       | UAII | CIT  | Aeroporto de Shymkent                              |
| Taraz                     | UADD | DMB  | Aeroporto de Taraz                                 |
| Vostochny                 |      |      | Ush Tobe                                           |